# Любчо Тошков
Любчо Георгиев Тошков е български офицер, генерал-лейтенант.

## Биография
Роден е на 25 май 1929 г. в софийското село Локорско. От 1942 г. е член на РМС, а от 1949 г. на БКП. Завършва четвърта мъжка гимназия в София. След това работи като селскостопански работник. Отбива редовна служба в Школата за запасни офицери. Завършва Военни академии в СССР. От 1948 г. е военнослужещ. Бил е началник на Софийския гарнизон. Между 1977 и 1979 е командир на втора мотострелкова дивизия. Командващ първа армия (1981 – 1987). Член е на Бюрото на Градския комитет на БКП в София. От 1986 до 1990 г. е кандидат-член на ЦК на БКП. През 1989 г. е награден с орден „Народна република България“ – I ст.